# Hemocyanin
Hemocyanin je dýchací (respirační) protein, který umožňuje vázat molekulu kyslíku (O2). Patří mezi metaloproteiny, protože ve své molekule obsahuje dva atomy mědi.

## Význam
Hemocyanin je obsažen (je volně rozpuštěn) v hemolymfě měkkýšů (kromě vodních plžů z čeledi okružákovití, kde je v hemolymfě krevní barvivo hemoglobin) a u některých členovců, např. u krabů.

## Chemické vlastnosti

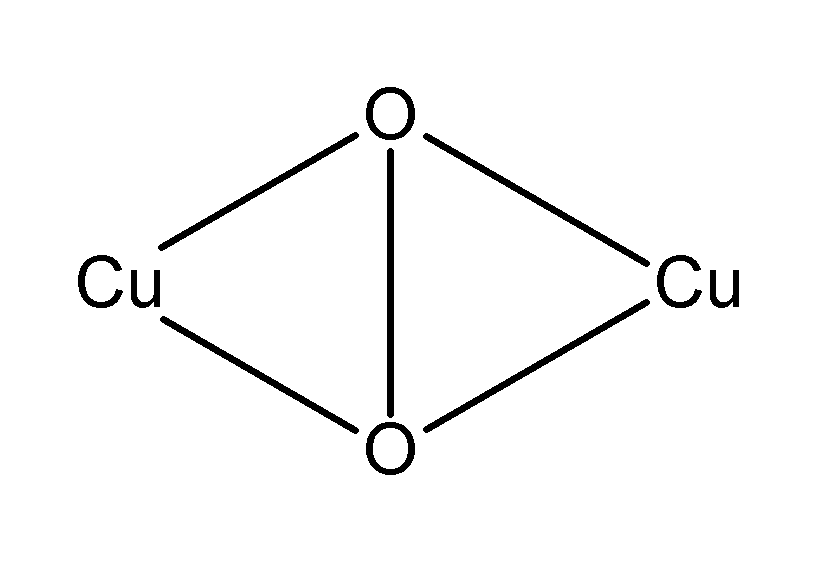
O_{2} se váže na 2 atomy mědi

Oxidovaná forma (CuII) je modrá a neoxidovaná forma (CuI) je bezbarvá. Umožňuje vázat jen asi 70 ml kyslíku na 1 litr hemolymfy, protože molekula O2 se váže na 2 atomy mědi. Hemoglobin umožňuje vázat až 200 ml na 1 litr hemolymfy.
Atomy mědi hemocyaninu jsou vázány jako prostetická skupina skládající se z histidinových peptidů.
Hemocyanin se skládá z mnoha samostatných proteinových podjednotek a každá z nich obsahuje 2 atomy mědi a každá umožňuje vázat jednu molekulu kyslíku. Každá podjednotka má atomovou hmotnost asi 75 kilodaltonů (kDa). Podjednotky jsou navázány podle živočišného druhu buď jako dimery nebo jako hexamery a mohou se řetězit a přesáhnout tak atomovou hmotnost 1 500 kDa. Podjednotky jsou homogenní nebo heterogenní.

## Využití
Využití při získávání protilátek: Hemocyanin z plžů nadčeledi Fissurelloidea se naváže na protein, který je předmětem zájmu a vpraví se laboratornímu živočichovi. Takto se běžně používá (například pro protilátku anti-ubikvitin) jako stimulant imunitního systému a živočich produkuje protilátky proti tomu určitému proteinu. Pak se izolují monoklonální protilátky pro další výzkum.